# 5,6-ジメチルベンズイミダゾールシンターゼ
5,6-ジメチルベンズイミダゾールシンターゼ（5,6-dimethylbenzimidazole synthase）は、次の化学反応を触媒する酸化還元酵素である。
FMNH2 + NADH + H+ + O2 {\displaystyle \rightleftharpoons } 5,6-ジメチルベンズイミダゾール + D-エリトロース-4-リン酸 + NAD+ + 他生成物
この酵素の基質はFMNH2、NADH、H+とO2で、生成物は5,6-ジメチルベンズイミダゾール、D-エリトロース-4-リン酸、NAD+と他生成物である。
この酵素は酸化還元酵素に属し、基質に特異的に作用する。酸素は酸化剤として還元されると同時に基質に取り込まれる。組織名はFMNH2 oxidoreductase (5,6-dimethylbenzimidazole forming)で、別名にBluBがある。